# Grupo Junker
O Grupo Junker é um grupo empresarial alemão que detém as marcas JUNKER, LTA e ZEMA. Com mais de 1500 colaboradores em 14 unidades em todo o mundo, este grupo empresarial familiar é um dos maiores fabricantes de máquinas para a retificação com rebolos convencionais e CBN. O portfólio de produtos também inclui sistemas de filtração/exaustão para a purificação do ar industrial.

## História

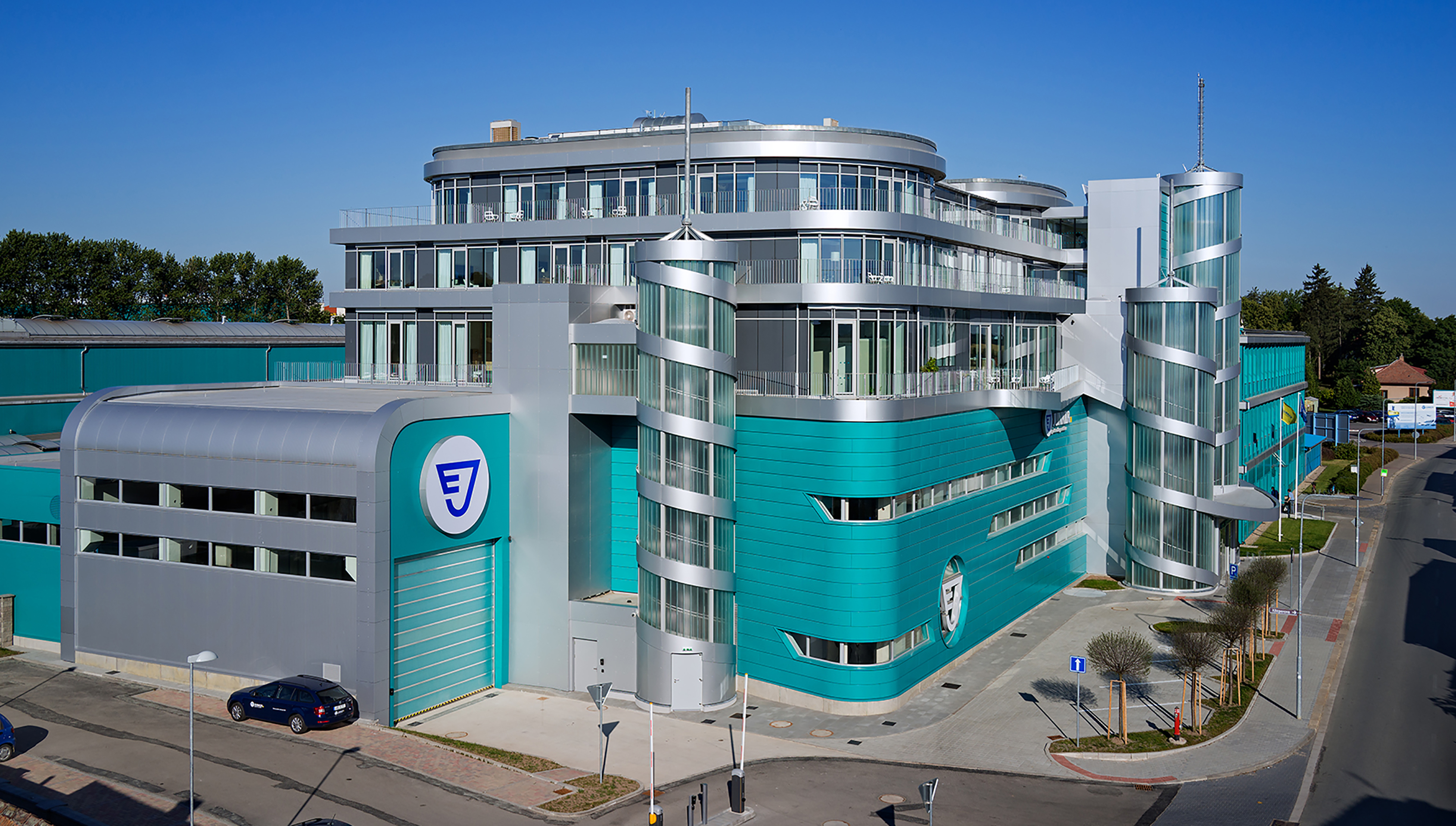
Unidade de Holice

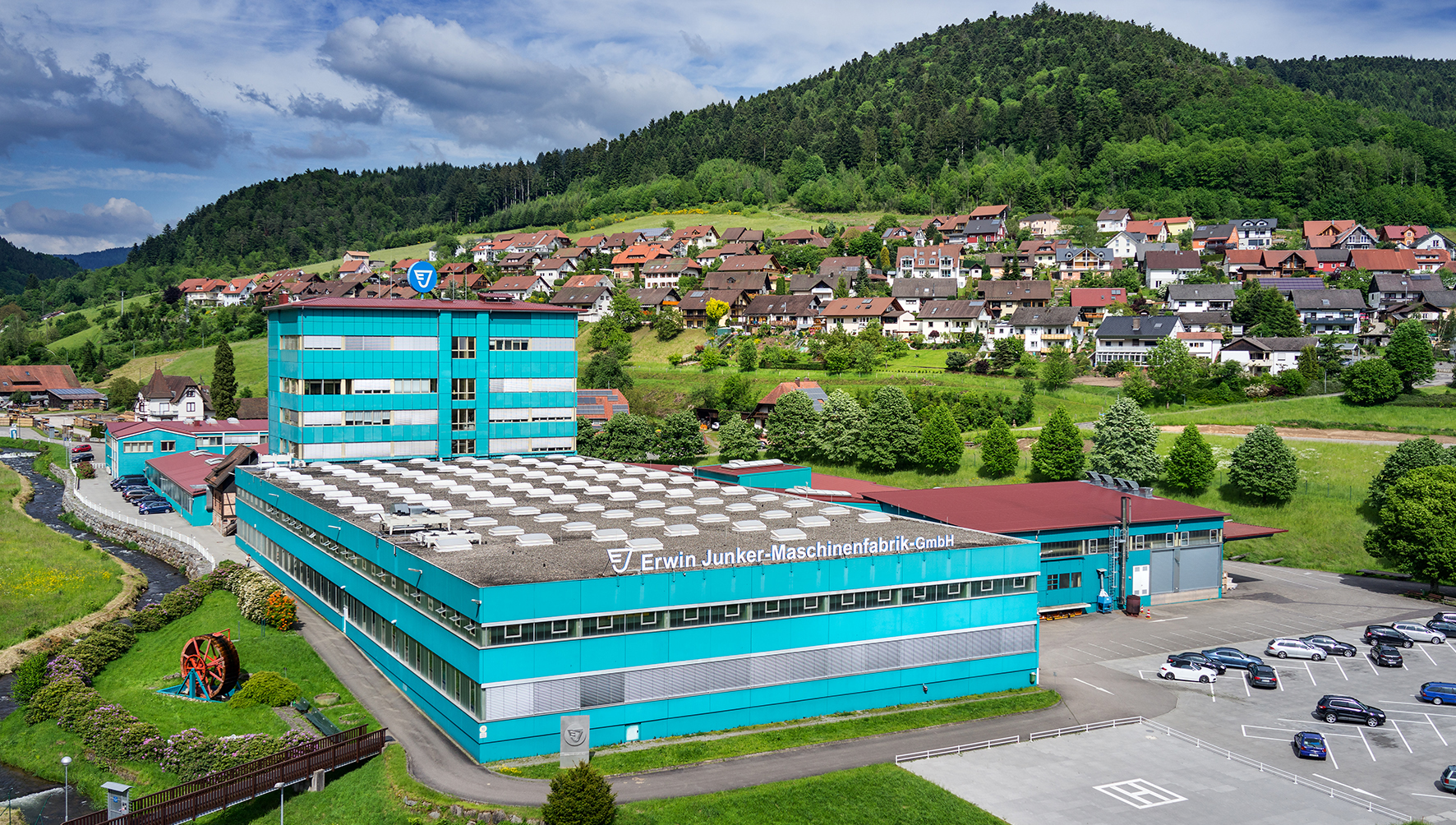
Sedes em Nordrach

Em 1962 Erwin Junker fundou sua empresa, a Erwin Junker Maschinen- und Apparatebau. Em 1977 surgiram as primeiras unidades de venda próprias na Alemanha e nos EUA. Em 1980 foi fundada a LTA Lufttechnik GmbH, fabricante de sistemas de filtração, em Achern. Em 1992, Erwin Junker adquiriu três fabricantes tchecas de retificadoras, surgindo, assim o Grupo JUNKER. Em 1995, com a inauguração do centro tecnológico em Nordrach, JUNKER deu um passo importante para o desenvolvimento do Grupo e consolidou seu compromisso para com o polo tecnológico da Alemanha. No mesmo ano, a LTA Lufttechnik GmbH foi integrada ao Grupo Junker. Em 2003 foi fundada a filial em Xangai. Em 2007, as unidades tchecas se fundiram na Erwin Junker Grinding Technology a.s. com sede em Mělník, sendo várias vezes expandida nos anos seguintes. Em 2009, o Grupo JUNKER inaugurou a unidade de vendas e serviços na Índia. Dois anos mais tarde, se seguiu o Brasil, em 2012, a filial na Rússia e, em 2014, a filial no México. Desde 2015 que a fabricante brasileira de retificadoras ZEMA Zselics Ltda. também pertence ao grupo empresarial. As sedes do Grupo JUNKER ficam em Nordrach, próximas a Offenburg. Existem também unidades de produção em Mělník, Holice, Čtyřkoly e Středokluky (República Tcheca). Existem ainda unidades de vendas e serviços no Brasil, na China, na Alemanha, na Índia, no México, na Rússia, na República Tcheca, na Turquia e nos EUA. Em 2015, foi inaugurada a Academia Técnica Erwin Junker em Holice para formar trabalhadores qualificados. Também fazem parte o Erwin Junker Hotel e o restaurante Quickpoint. Em 2016 foi constituída a fundação Fabrikant Erwin Junker Stiftung. No mesmo ano teve lugar a fundação da empresa LTA Industrial Air Cleaning nos EUA e, um ano depois, foi lançada a LTA Industrial Air Cleaning Systems s.r.o. na República Tcheca.

## Inovações

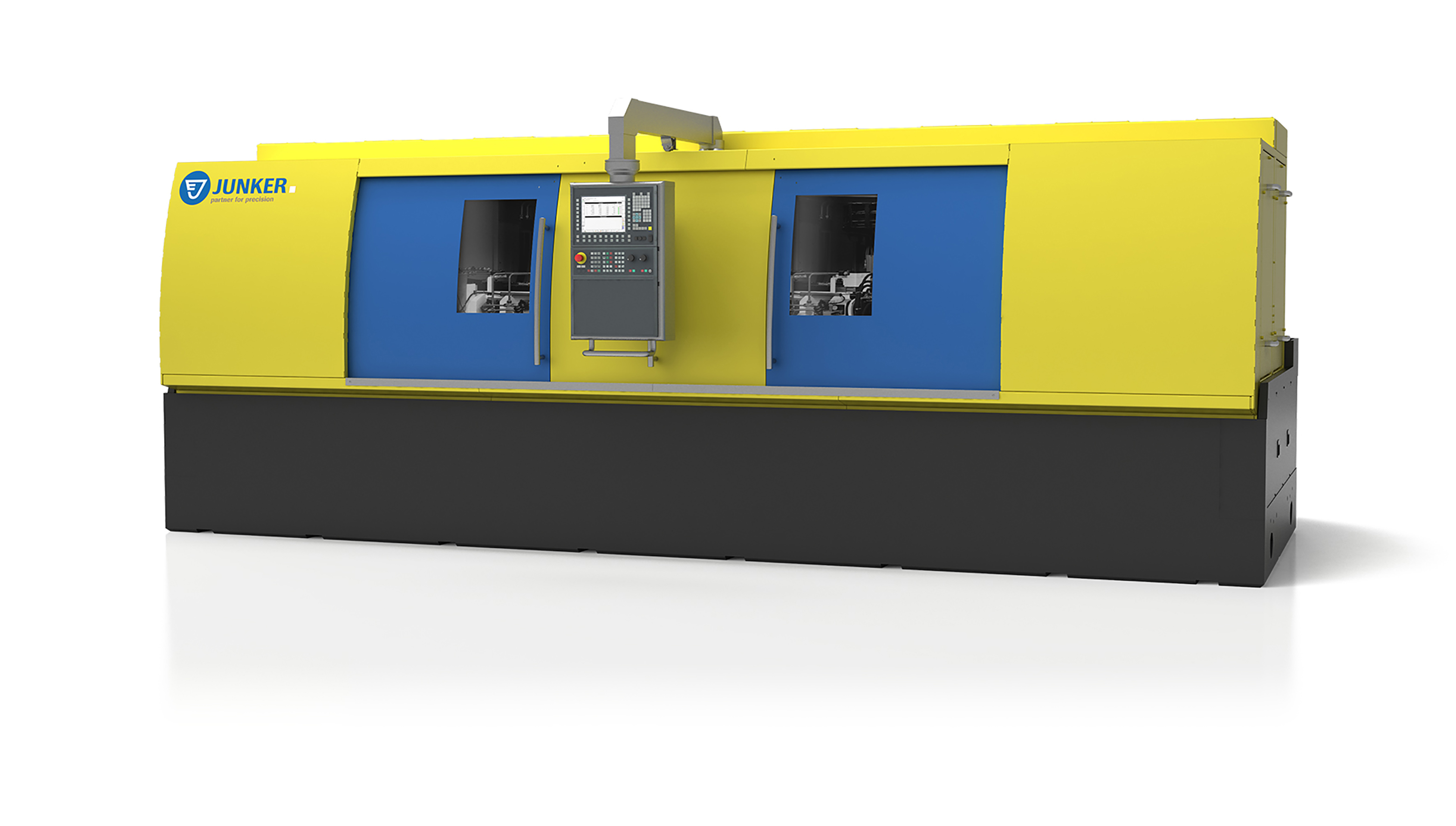
Máquina JUCENTER

Com processos patenteados e tecnologias inovadoras, a JUNKER tem moldado a tecnologia de retificação desde 1962. Poucos anos após a fundação da empresa, a JUNKER lançou no mercado a primeira retificadora de ranhura para brocas rosca totalmente automatizada do mundo. Em 1978, com a introdução das retificadoras de alta velocidade CBN, a JUNKER estabeleceu as bases para os desenvolvimentos posteriores. Em meados da década de 1980, a empresa abriu as portas para o setor automotivo com inventos pioneiros. No ano de 1984, por exemplo, JUNKER inventou a máquina Quickpoint. Com a nova retificação de contato pontual era possível realizar todos os contornos possíveis de uma vez e em somente uma fixação. Deste modo, o rebolo de retificação controlado por computador percorre o contorno programado com precisão extrema, processando quase todos os materiais, desde plástico até metal duro. Em 2003, JUNKER lançou no mercado a primeira retificadora de alto desempenho CBN para a usinagem completa de virabrequins em uma só fixação (tipo de máquina: JUCRANK). Em 2008, alcançou-se um novo marco com o tipo de máquina JUCENTER. A retificadora de alto desempenho CBN combina duas estações (diversas possibilidades de usinagem) em uma única máquina.

## Divisões
O Grupo JUNKER atua nas divisões de máquinas, serviços, tecnologias e equipamentos. As retificadoras para usinagem de metal de elevada precisão representam a maior parcela do volume de vendas.

## Sucesso

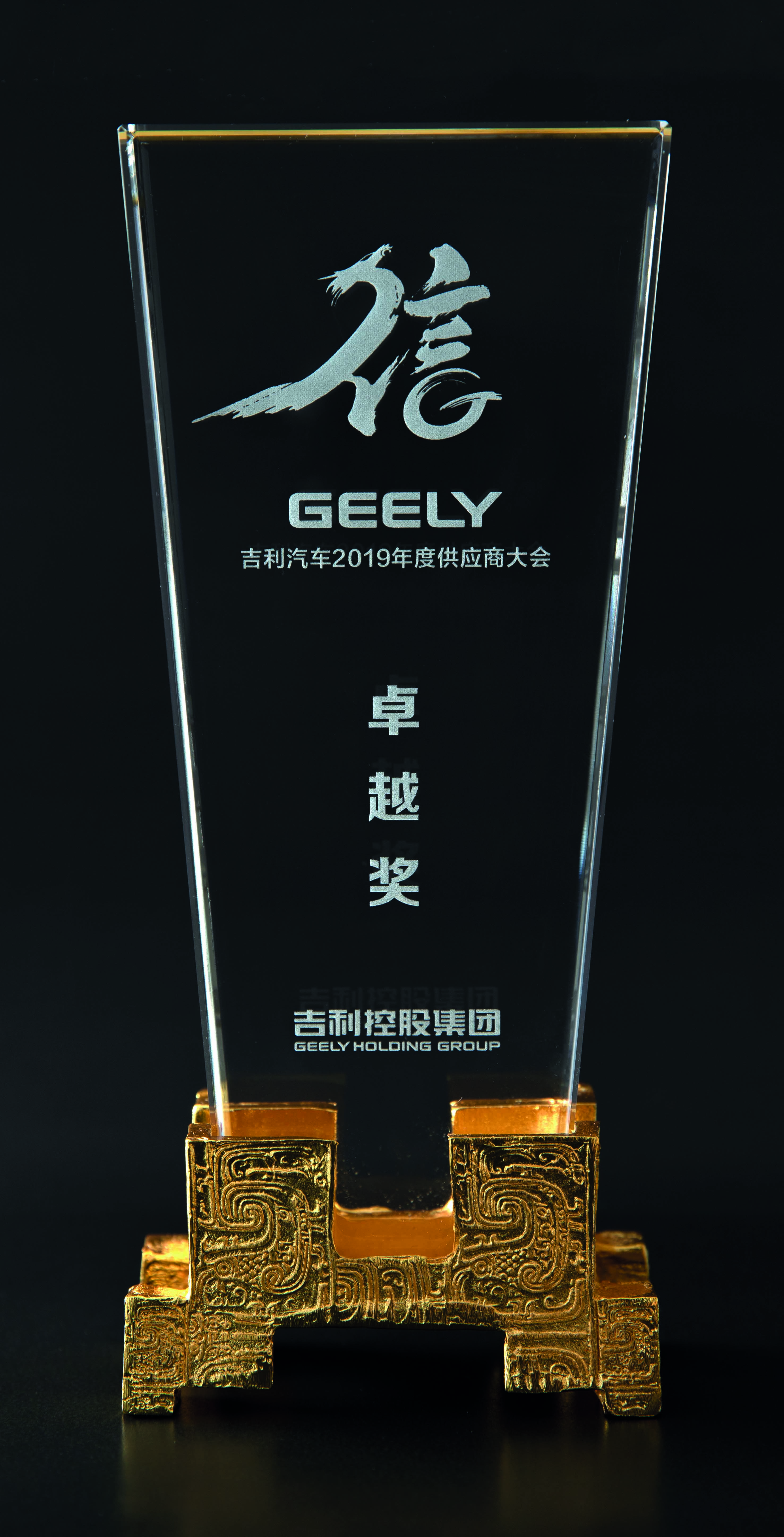
Prêmio Geely: „Excellence 2019“

O Grupo JUNKER tem mais de 80 patentes e foi prestigiado com inúmeros prêmios. Entre eles estão, por exemplo, o prêmio de qualidade "Formel Q" da VW (1998), o prêmio "Leader of Technology" da Tianrun (2012) e da Chery Automobile Co., Ltd. (2013). Em Xangai, o Grupo JUNKER recebeu o prêmio "Best Supplier Award" da SAIC General Motors Co., Ltd. (anualmente de 2014 até 2017). Em 2015 se seguiu o prêmio "Global Supplier Award" da Robert Bosch GmbH. O Grupo JUNKER recebeu ainda o prêmio da Getrag B.V. & Co. KG em 2017. Apenas um ano depois, a JUNKER foi agraciada com o "Best Supplier Award" pela Zhejiang Geely Automobile Parts & Components pela "expansão da capacidade de produção". 2019 foi seguido pelo segundo prêmio. Em março, a JUNKER foi o único fornecedor europeu de máquinas a receber o maior prêmio, o "Excellence Award”. Para o Grupo JUNKER este prêmio é uma distinção especial, bem como uma importante referência e reconhecimento.

## Academia Técnica em Holice
Em 2015, o Grupo JUNKER fundou a Academia Técnica na unidade tcheca em Holice. A empresa reagiu assim à falta de trabalhadores com treinamento técnico no mercado de trabalho local. Em junho de 2017 foi concluído o primeiro ano de treinamento do curso de dois anos.

## Compromisso social
O Grupo JUNKER assume a responsabilidade social, prestando seu contributo como promotor e patrocinador. Nas comunidades das unidades, o Grupo JUNKER apoia diversos projetos sociais e ecológicos. Ele também patrocina escolas e jardins de infância na Alemanha e na República Tcheca.